# برونو ثيري
برونو ثيري مواليد 8 أكتوبر 1962 في بلجيكا، هو سائق راليات بلجيكي بدأ مسيرته في سنة 1991. كان أول رالي له هو رالي أكروبوليس 1989. تسابق في بطولة العالم للراليات. صعد على المنصة 5 مرات خلال مسيرته.

## فرق مثلها
- فريق فورد للراليات
- فريق سوبارو للراليات

## روابط خارجية
- برونو ثيري على موقع Rallye-info.com (الإنجليزية)
- برونو ثيري على موقع eWRC-results.com (الإنجليزية)